# Flughafen Vilnius

i8
i11
i13
Der Flughafen Vilnius (litauisch Vilniaus oro uostas, IATA-Code: VNO, ICAO-Code: EYVI) ist der Flughafen der litauischen Hauptstadt Vilnius und der größte von vier internationalen Flughäfen in Litauen. Als eine Filiale gehört er dem Staatsbetrieb VĮ Lietuvos oro uostai. Bis zum 1. Juli 2014 war der Flughafen ein eigenständiges Unternehmen.

## Anfahrt
Der Flughafen liegt etwa sieben Kilometer südlich des Stadtzentrums und ist mit Bahn, Bus, Linientaxi oder PKW erreichbar.

### Bus
Der Betreiber des öffentlichen Verkehrs in Vilnius VVT bietet vier Linien an, die den Flughafen mit der Stadt verbinden. Im Durchschnitt fährt alle 10 Minuten ein Bus in die Innenstadt.
- Linie 1: Flughafen Vilnius – Bahnhof Vilnius
- Linie 2: Flughafen Vilnius – Bahnhof Vilnius
- Linie 3G: Flughafen Vilnius – Zentrum – Fabijoniškės
- Linie 88: Flughafen Vilnius – Altstadt – Europos aikštė

### Haltepunkt Flughafen

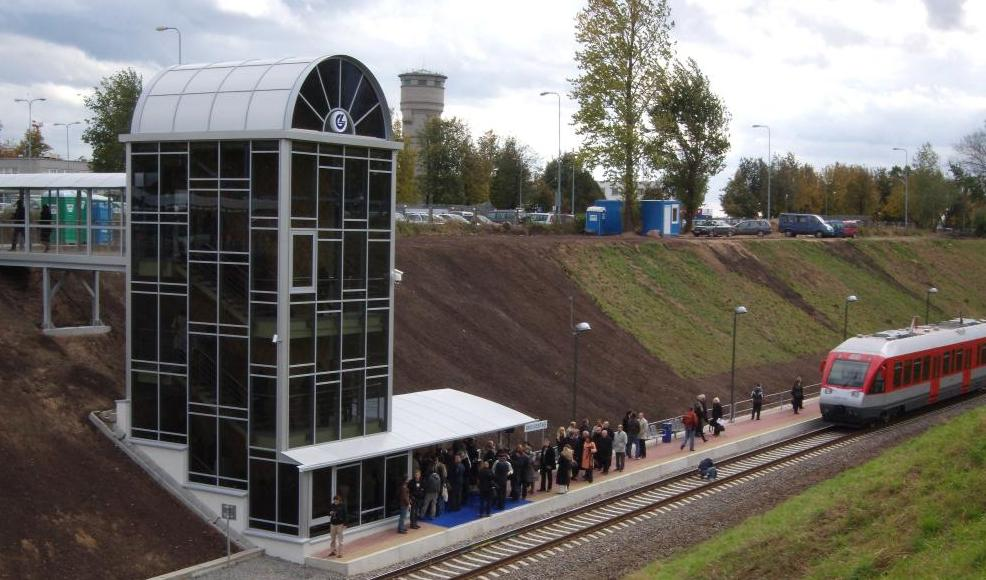
Bahnhof Flughafen Vilnius

Am 2. Oktober 2008 wurde in der Nähe des Terminalgebäudes der Haltepunkt Vilnius Flughafen (litauisch: Vilniaus oro uosto geležinkelio stotis) eröffnet. Damit ist Vilnius der einzige Flughafen in den baltischen Staaten mit direkter Anbindung an das Eisenbahnnetz.

## Geschichte
Der erste Terminal des Flughafens wurde 1932 im damals polnischen Gebiet unter dem Namen Wilno-Porubanek gebaut. Dieser hat jedoch nicht überlebt. Flugzeuge aus dem Terminal flogen damals die Route Warschau – Vilnius – Riga – Tallinn. Während des Zweiten Weltkriegs wurde der Flughafen dann als Militärflugplatz genutzt, bevor er am 17. Juli 1944 für den zivilen Flugverkehr wiedereröffnet wurde.
Zu sowjetischer Zeit wurde der Flughafen von der Aeroflot als Binnenflughafen betrieben, von dem auch Ziele im asiatischen Teil der Sowjetunion wie zum Beispiel Taschkent angeflogen wurden.
1991 wurde er einer Betreibergesellschaft des litauischen Ministeriums für Verkehr unterstellt und 1993 ein neues Terminal eingeweiht. Der Flughafen wurde entsprechend den Bestimmungen des Schengener Abkommens umgebaut und erweitert. Ein neues Terminal wurde im Oktober 2007 mit dem Ziel eröffnet, jährlich drei Millionen Passagiere abfertigen zu können.
Von 2013 bis 2015 hatte die litauische Fluggesellschaft Air Lituanica ihre Basis auf dem Flughafen.

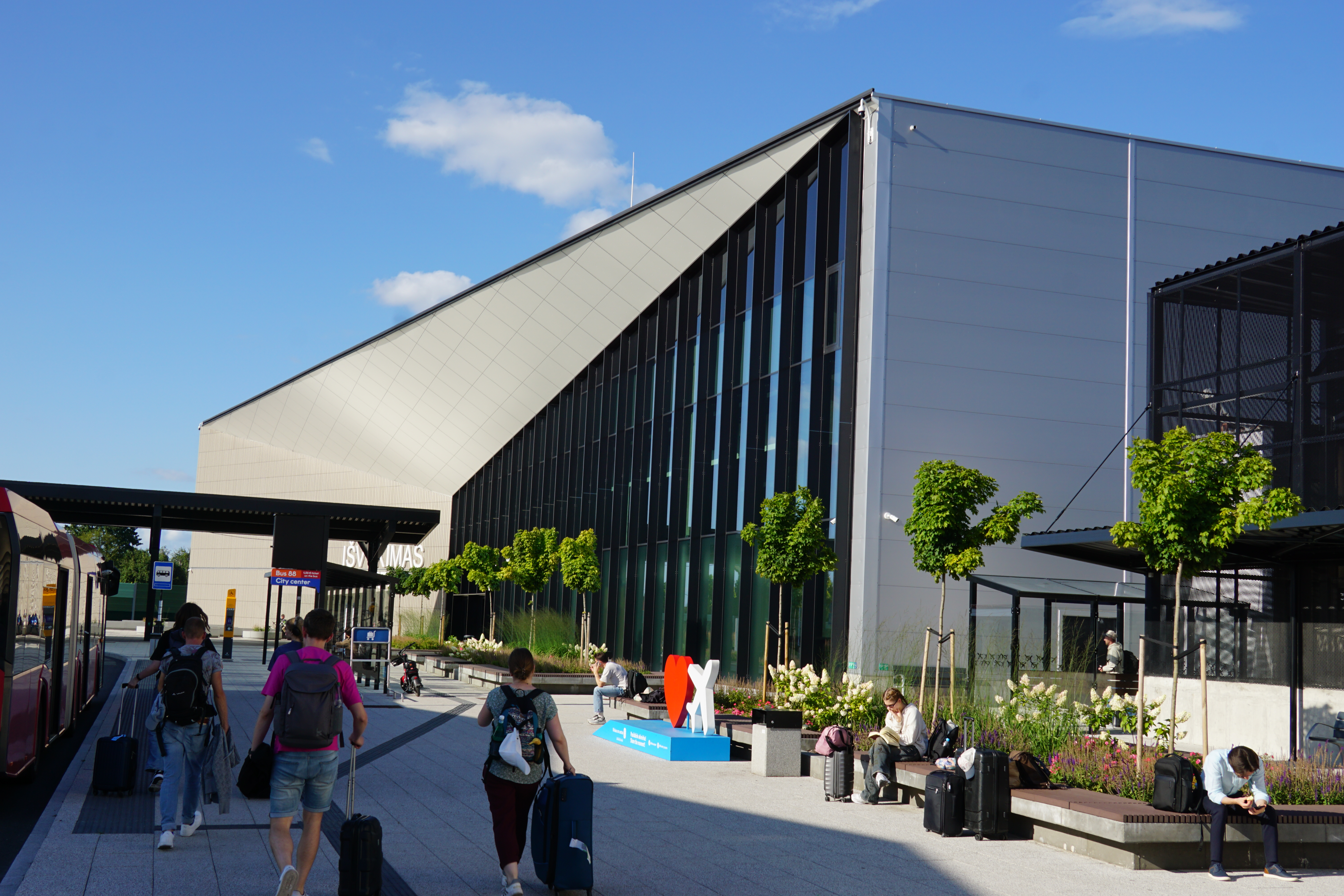
Neues Abflugterminal

2023 begann der Bau eines neuen 14.400 m² großen Abflugterminals. Das Terminal wurde am 4. Februar 2025 eröffnet. Die Gesamtfläche der Passagierterminals hat sich dadurch um ein Drittel vergrößern und das Passagieraufkommen verdoppelt – von 1.200 Passagieren pro Stunde auf 2.400. Zusammen mit dem Bau des neuen Terminals wurde die Straßeninfrastruktur erneuert, einschließlich der Modernisierung der technischen Versorgungsnetze und eines neuen Verkehrskonzepts. Die Kosten dafür beliefen sich auf 50,2 Millionen Euro.

## Fluggesellschaften und Ziele
Der Flughafen Vilnius wird von elf Fluggesellschaften regelmäßig mit 52 Zielen in Asien und Europa verbunden.
Vilnius wird direkt aus deutschsprachigen Ländern angeflogen: von Berlin, Bremen, Dortmund, Frankfurt, München, Frankfurt-Hahn, Nürnberg, Wien und Zürich.

## Verkehrszahlen
| Jahr | Fluggastaufkommen | Luftfracht (Tonnen) (mit Luftpost) | Flugbewegungen |
| ---- | ----------------- | ---------------------------------- | -------------- |
| 2022 | 3.915.870         | 15.884                             | 36.693         |
| 2021 | 1.898.991         | 15.268                             | 25.316         |
| 2020 | 1.312.468         | 14.464                             | 20.857         |
| 2019 | 5.004.921         | 13.974                             | 47.440         |
| 2018 | 4.922.949         | 12.774                             | 47.197         |
| 2017 | 3.761.837         | 9.739                              | 39.253         |
| 2016 | 3.814.001         | 9.086                              | 41.304         |
| 2015 | 3.336.084         | 8.189                              | 39.289         |
| 2014 | 2.942.670         | 8.023                              | 37.254         |
| 2013 | 2.661.869         | 8.255                              | 32.778         |

## Zwischenfälle
- Am 25. November 2024 verunglückte ein durch die spanische Swiftair betriebenes DHL-Frachtflugzeug des Typs Boeing 737-400 mit dem Luftfahrzeugkennzeichen EC-MFE auf dem Weg von Leipzig zum Flughafen Vilnius im Landeanflug. Die Maschine schlug 1,6 Kilometer vor der Landebahn an einem Wohngebiet des Stadtteils Liepkalnis auf. Von den vier Besatzungsmitgliedern starb eines am Unfallort (siehe auch DHL-Flug 18D).[9][10]